# Oliviu Gherman
Oliviu Gherman (ur. 26 kwietnia 1930 w Sânmihaiu, zm. 11 sierpnia 2020) – rumuński polityk, fizyk i matematyk, wykładowca akademicki, w latach 1992–1996 przewodniczący Senatu i postkomunistycznych socjaldemokratów.

## Życiorys
W 1951 ukończył studia na wydziale matematyki i fizyki Uniwersytetu Babeș-Bolyai w Klużu-Napoce. W 1954 uzyskał stopień kandydata nauk. Od 1951 do 1966 pracował jako nauczyciel akademicki na macierzystej uczelni, od 1962 jako profesor nadzwyczajny. Przez ostatni rok pełnił obowiązki dziekana wydziału fizyki. W 1966 objął profesurę na Universitatea din Craiova, gdzie w latach 1966–1968 był prorektorem, a od 1972 do 1974 dziekanem wydziału chemii.
Od 1963 do rozwiązania należał do Rumuńskiej Partii Komunistycznej. W 1990 dołączył do Frontu Ocalenia Narodowego. Po rozłamie w FSN wraz ze zwolennikami Iona Iliescu w 1992 współtworzył Demokratyczny Front Ocalenia Narodowego. W tym samym roku stanął na czele tego ugrupowania, zastępując urzędującego prezydenta. W 1993 po przyłączeniu się kilku niewielkich ugrupowań doprowadził do przekształcenia FDSN w Partię Socjaldemokracji w Rumunii, kierując nią do 1996.
W 1990 po raz pierwszy został wybrany do Senatu, mandat odnawiał w 1992, 1996 i 2000. Od 1990 do 1992 i 1996 do 2000 pełnił funkcję wiceprzewodniczącego Senatu, a w latach 1992–1998 kierował wyższą izbą rumuńskiego parlamentu. W 2001 zrezygnował z mandatu w związku z powołaniem na stanowisko ambasadora Rumunii we Francji (funkcję tę pełnił do 2004).